# Michael Benard
Michael Benard (forse Bernard e divenuto Benard per un errore) (fl. XVIII secolo) è stato un architetto italiano.
Progettò il parco della Palazzina di caccia di Stupinigi nel 1740. Fu direttore dei Reali Giardini dal 1739 e si occupò del progetto e  della direzione dei lavori del giardino e del progetto complessivo delle rotte di caccia sino agli anni cinquanta del XVIII secolo, quando fu sostituito da Giovanni Battista Bernardi, suo collaboratore a Stupinigi, che dal 1774 assunse il titolo di Direttore dei Reali giardini. Si occupò anche della definizione delle strade reali come quelle da Stupinigi verso Pinerolo, e quella da Racconigi verso Cuneo